# 小行星1451
小行星1451（1451 Granö）是一颗绕太阳运转的小行星，为主小行星带小行星。该小行星于1938年2月22日发现。
該小行星以芬蘭地理學家約翰內斯·加布里埃爾·格拉諾命名。

## 轨道参数
小行星1451的轨道半长轴为2.2032950 UA，离心率为0.118。